# Rottnebysläkten
Rottnebysläkten, bergsmanssläkt från Dalarna som utgör en gren av Stjärnaätten. Stamfadern Olof Kristoffersson i Rottneby (död 1631) var enligt en källa son till den i Gustav Vasa-historier förekommande bergsfogden Kristoffer Olsson (bergmästare), som tillhörde Stjärnaätten, men då tidsavståndet mellan hans aktiva tid och den förmodade sonens dödsår löper över 100 år har genealoger framlagt teorin om att Olof Kristoffersson istället skulle ha varit son till bergsfogdens brorson Kristoffer Hansson. Att Olof Kristoffersson på endera sätt tillhörde Stjärnaätten är emellertid allmänt accepterat.
Flera grenar av Rottnebysläkten har, främst på 1700-talet, antagit släktnamn. Bergsmannen Johan Henriksson i Östanfors (Olof Kristofferssons sonsons sonson; 1719–1786), för att ta ett exempel, tog namnet Lindh. Från honom härstammar bland andra den berömde kirurgen Alarik Lindh (1844–1898) och Uppsalaprofilen August Lindh (1879–1945).